# Barmherzige Schwestern vom heiligen Kreuz

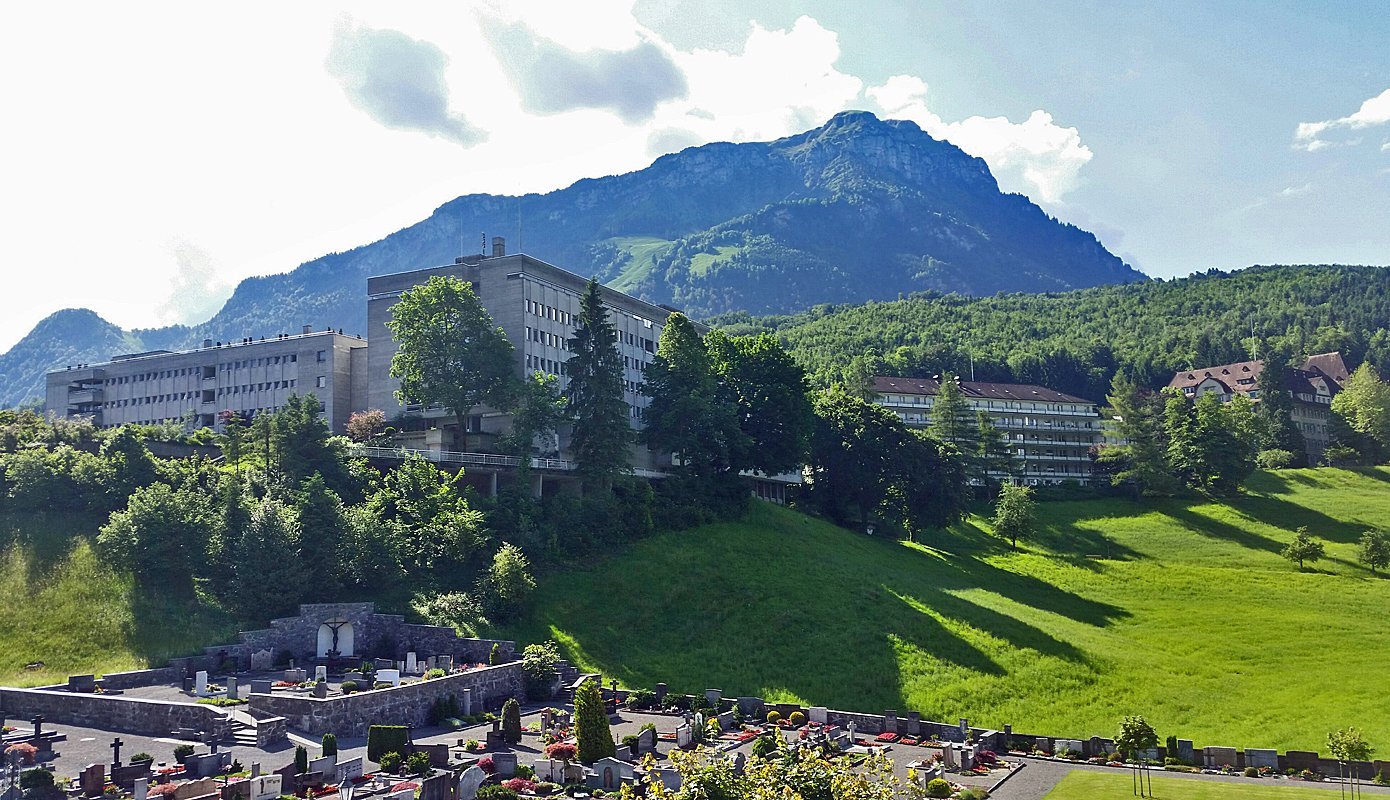
Gesamtansicht mit Mutterhaus, Krankenhaus und Theresianum

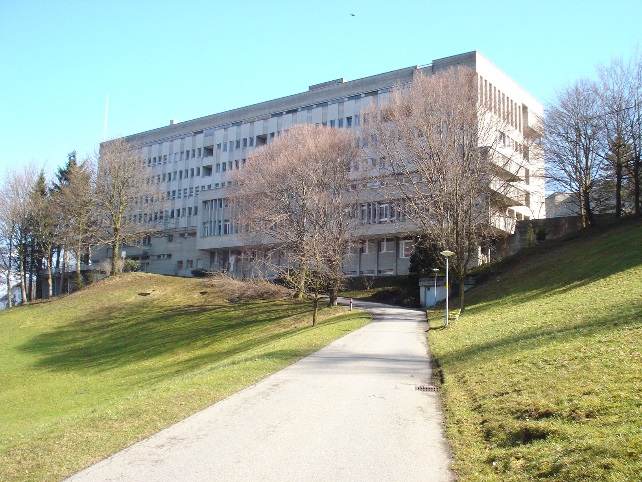
Das Mutterhaus des Ordens

Die Barmherzigen Schwestern vom heiligen Kreuz (Ordenskürzel: SCSC, kurz: Kreuzschwestern oder Ingenbohler Schwestern) sind eine Ordensgemeinschaft der römisch-katholischen Kirche mit franziskanischer Spiritualität.

## Geschichte

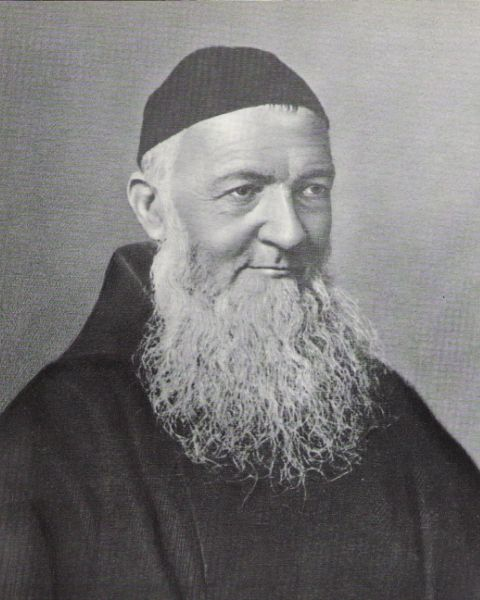
Theodosius Florentini, Porträt Mitte 19. Jahrhundert

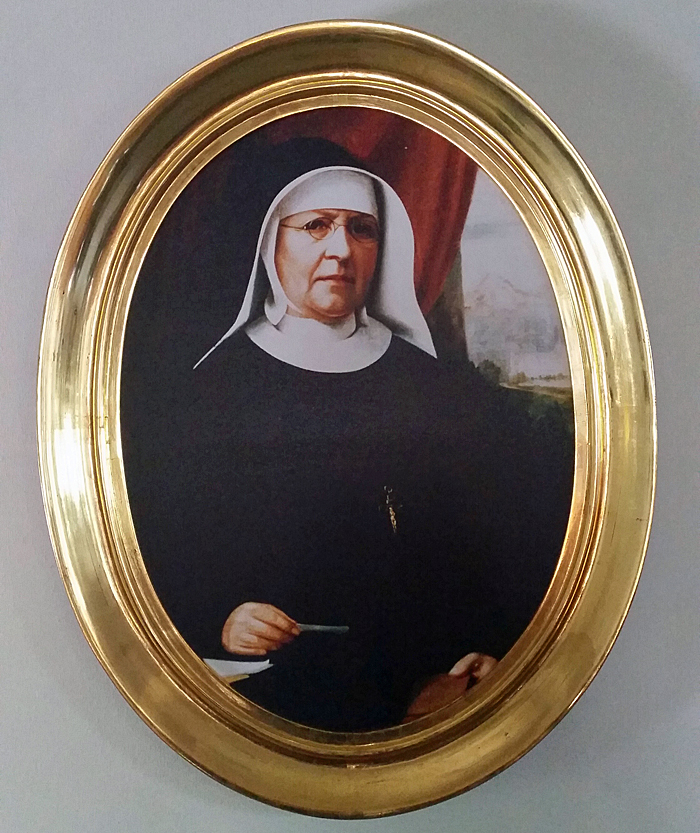
Gemälde von Maria Theresia Scherer in der Pfarrkirche St. Leonhard, Ingenbohl

Im 19. Jahrhundert entstand eine wachsende Not infolge der gewaltigen sozialen, geistigen und wirtschaftlichen Umwälzungen. Pater Theodosius Florentini OFMCap (1808–1865), ein junger Ordensmann aus dem graubündnerischen Münstertal, wollte diese Not mit mutigen Maßnahmen lindern. Obwohl der hochbegabte junge Kapuzinerpater ein erklärter Feind von Revolutionen war, erließ die radikale Aargauer Regierung am 18. Januar 1841 gegen ihn einen Haftbefehl. Er floh ins Elsass, wo seine sozialen Vorstellungen deutlichere Gestalt annahmen. Wenige Monate später kehrte er in die Schweiz zurück und verwirklichte in Altdorf den schon früher gefassten Plan der Gründung eines Schwesterninstitutes. Sein Leitwort lautete: „Was Bedürfnis der Zeit ist, ist der Wille Gottes.“ Dorthin berief er im Herbst 1844 die drei ersten Aspirantinnen und übertrug ihnen als erste Aufgabe die Gründung einer Mädchenschule im zugerischen Menzingen. Die kleine klösterliche Gemeinschaft wurde 1844 zur Kongregation der Schwestern vom Heiligen Kreuz (Menzinger Schwestern) in Menzingen im Kanton Zug. Die Kongregation wuchs sehr rasch, so dass sie bald in zahlreichen Gemeinden der Zentral- und Ostschweiz Volksschulen übernehmen konnte.
Die damals 20-jährige Katharina Scherer aus Meggen im Kanton Luzern schloss sich im März 1845 dieser Gemeinschaft an. 1845 wurde Pater Theodosius Florentini Dompfarrer in Chur und machte sich in kurzer Zeit einen Namen als engagierter Seelsorger, Prediger und Sozialapostel. 1850 gründete Florentini in Chur sein erstes Spital, das Kreuzspital; 1852 berief er zur Leitung desselben die Lehrschwester Maria Theresia Scherer SCSC (1825–1888). Noch im selben Jahr machte sich P. Theodosius Florentini auf die Reise nach Rom, um die päpstliche Approbation für sein Werk zu erbitten. Pius IX. lobte es und ermunterte seinen Gründer zu weiterem Wirken. 1855 erwarb Pater Theodosius deshalb den Nigg‘schen Hof, ein Bauerngut auf einem Hügel in Ingenbohl am Vierwaldstättersee gelegen. Aus dem Bauernhof entwickelte sich das Kloster Ingenbohl, das Mutterhaus eines neuen Klosterzweigs. 1856 wurden durch einen bischöflichen Entscheid die Menzinger Schwestern und die Ingenbohler Schwestern zu zwei selbständigen Instituten erklärt. Als Gründer des Klosters gelten daher Theodosius Florentini und Maria Theresia Scherer.
Der Klostergründer Theodosius Florentini starb unerwartet am 15. Februar 1865. Die erst 40-jährige Frau Mutter stand vor fehlgeschlagenen Fabrikunternehmen mit einem Berg von Schulden. Zusammen mit ihren Schwestern übernahm sie die ganze Konkursmasse und rettete das Institut und den guten Ruf des Gründers. Sie starb am 16. Juni 1888.
Heute sind die Barmherzigen Schwestern eine internationale Kongregation mit etwa 3900 Schwestern in 17 Ländern. Das Mutterhaus und Generalat der Kreuzschwestern ist das Kloster Ingenbohl.

## Provinzen und Vikariate
Organisatorisch ist der Orden gegliedert in Provinzen und Vikariate. Diese sind:
| - Baden-Württemberg - Europa Mitte - Italien - Kroatien - Mutterprovinz Schweiz - Slowakei - Tschechien - Westschweiz | - Brasilien (Vikariat) - Nordindien - Südindien - Taiwan (Vikariat) - Uganda - USA - Zentralindien |

Ferner gibt es eine Ordensniederlassung in Perm (Russland).

### Mutterprovinz Schweiz
- Kapuzinerkloster Bremgarten, Schwerstbehinderteneinrichtung der Kreuzschwestern
- Kloster Gnadenthal (Aargau), Altenpflegeheim der Kreuzschwestern 1894–1992
- Kloster Ingenbohl, Schwesternheim St. Josef
- Claraspital Basel, seit 1928; im Juli 2025 Verkauf an das Universitätsspital Basel angekündigt.

### Ordensprovinz Europa Mitte

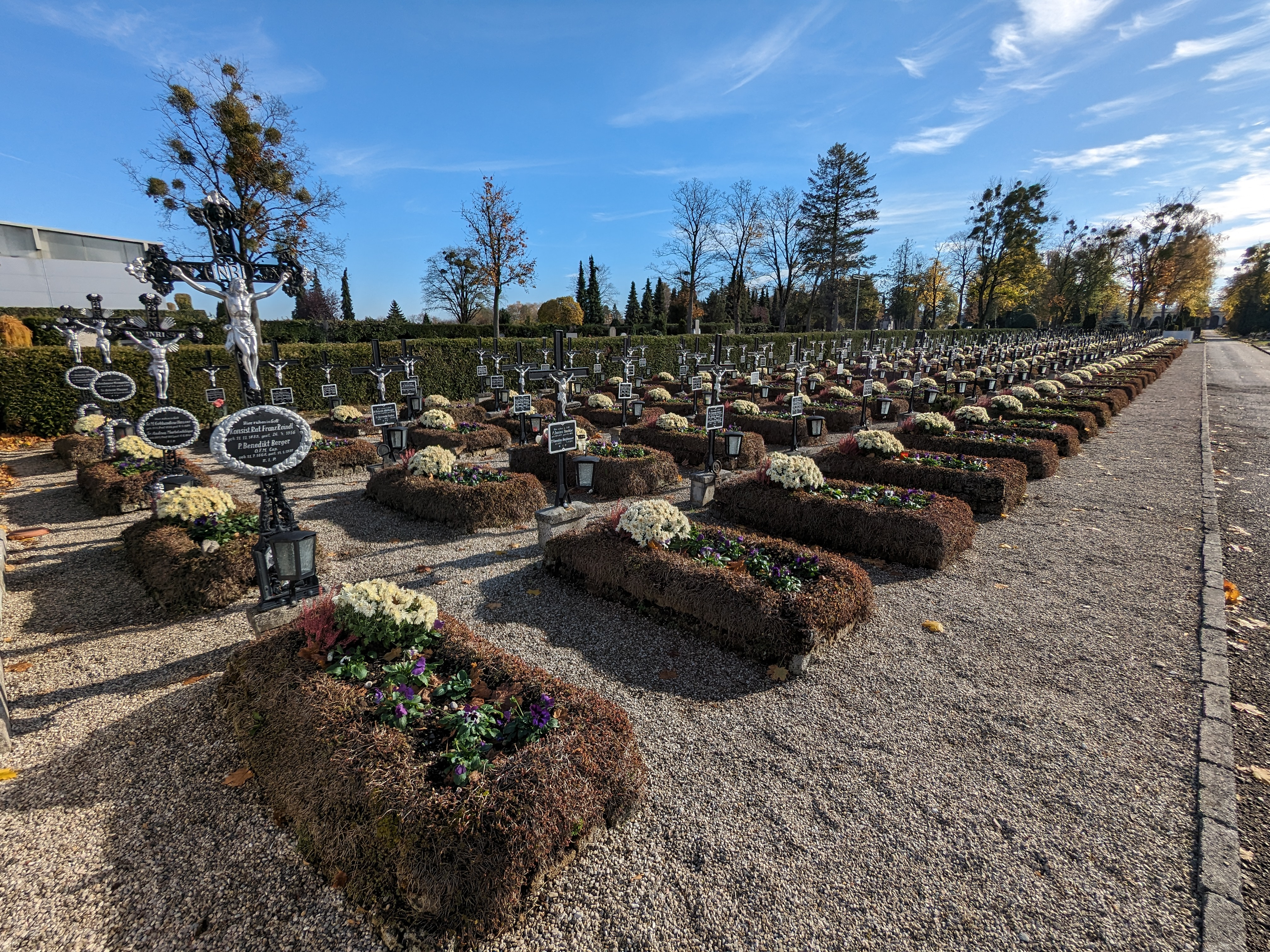
Grabstätten der Kreuzschwestern am Stadtfriedhof Wels

Die Provinz Europa Mitte des Ordens wurde 2007 durch Zusammenlegung der vier österreichischen Provinzen, der Provinzen Bayern und Ungarn und dem Vikariat Slowenien gebildet.
Die Kreuzschwestern betreiben etliche Kindergärten und Schulen.
Die österreichischen Provinzen waren:
- Provinz Oberösterreich-Salzburg mit dem Schulzentrum der Kreuzschwestern in Linz
  - Kindergarten Offenhausen (Oberösterreich)
  - Kindergarten Straßwalchen
  - Gymnasium Ort in Gmunden
  - Marienheim Lauffen
  - Provinzhaus Europa Mitte – Klinikum Wels-Grieskirchen, Kindergarten und Hort, Alten- und Pflegeheim "Bruderliebe" in Wels
- Provinz Steiermark-Kärnten mit dem Provinzhaus in Graz mit den Gemeinschaften St. Ulrika und St. Josef
- Provinz Tirol-Vorarlberg mit dem Provinzhaus in Hall
  - Institut St. Josef, Feldkirch
- Provinz Wien-Niederösterreich
  - Klosterkirche der Kreuzschwestern (Wien), Murlingengasse mit dem Kindergarten Marienheim (bis 1904 Bahnhof Wien Meidling, dieser Konvent wurde mit 31. Mai 2023 aufgelöst, die Kirche profaniert.[5])
  - Provinzhaus Laxenburg mit dem Alters- und Pflegeheim Haus Elisabeth und dem Meditations- und Gemeinschaftszentrum Ort der Mitte.
  - Niederlassung Baden bei Wien mit dem Landes-Pensionistenheim und der Pfarre St. Stephan Baden
  - Niederlassung Hinterbrühl (Sauerstiftung) mit einem Kinderheim wurde nach dem Jahr 2000 geschlossen.
  - Niederlassung Kirchberg am Wechsel
  - Niederlassung Neulengbach mit dem Erholungsheim Liebfrauenhof und dem Theresienkinderheim für geistig und körperlich behinderte Kinder.[6]

### Ordensprovinz Baden-Württemberg
- In Hegne (Gemeinde Allensbach am Bodensee) befindet sich im ehemaligen Schloss ein Kloster und der Sitz der Ordensprovinz Baden-Württemberg. Die Schwestern betreiben das Tagungs- und Gästehaus St. Elisabeth, die Schule Marianum und das Altenpflegeheim Maria Hilf.
- Sankt Josefshaus Herten, Einrichtung für Menschen mit Behinderungen im Ortsteil Herten der Stadt Rheinfelden (Baden).

## Kindsmisshandlungen in Kinderheimen
Über Jahrzehnte haben Ordensschwestern der Gemeinschaft von Ingenbohl Heimkindern in mehreren von ihnen geführten Kinderheimen (z. B. in der Erziehungsanstalt Rathausen bei Luzern (1928–1970) und im Kinderheim Steig in Appenzell) schweres Leid und Misshandlungen zugefügt. Das zeigen Berichte von unabhängigen Expertenkommissionen, welche 2013 und 2017 veröffentlicht wurden.
Dass in den Heimen Übergriffe verübt wurden, liegt nach Ansicht der Kommissionen auch an den schwierigen Umständen, unter denen die Schwestern bis zur Erschöpfung arbeiten mussten. Sie waren ungenügend ausgebildet, die Infrastruktur war mangelhaft, die Betreuungsquoten waren unzumutbar, die Amtsstellen uninteressiert.
Die Schriftstellerin Barbara Frischmuth (1941–2025) hat ihre Erlebnisse im Mädchenpensionat der Kreuzschwestern in Gmunden im Roman Die Klosterschule verarbeitet.

## Klosterstudie
Das Kloster in Gemünden am Main nahm an der Klosterstudie teil. Nach den Ergebnissen leben Nonnen und Frauen der Allgemeinbevölkerung annähernd gleich lang, dicht gefolgt von Mönchen, die eine im Schnitt ein bis zwei Jahre kürzere Lebenserwartung haben als beide Frauengruppen. Deutlich darunter liegen Männer der Allgemeinbevölkerung, die im Schnitt sechs Jahre kürzer leben als Nonnen und Frauen der Allgemeinbevölkerung und bis zu viereinhalb Jahre kürzer als Mönche.

## Generaloberinnen
- 1857–1888: Maria Theresia Scherer
- 1888–1906: Maria Pankratia Widmer
- 1906–1921: Maria Aniceta Regli
- 1921–1933: Theresia Beck
- 1933–1941: Maria Agnes Schenk
- 1942–1954: Maria Diomira Brandenberg
- 1954–1966: Elena Giorgetti
- 1966–1978: Maria Edelfrieda Haag
- 1978–1996: Gertrud Furger
- 1996–2008: Louise-Henri Kolly
- 2008–2022: Marija Brizar[13]
- seit 2022: Marie-Marthe Schönenberger[14]

## Bekannte Schwestern
- Bernarda Heimgartner (1822–1863), Selige
- Liliane Juchli (1933–2020), Pflegeexpertin
- Ulrika Nisch (1882–1913), Selige
- Zdenka Schelingová (1916–1955), Märtyrin, Selige